# Gare de Noirétable
La gare de Noirétable est une gare ferroviaire française de la ligne de Clermont-Ferrand à Saint-Just-sur-Loire située sur la commune de Noirétable dans le département de la Loire en région Auvergne-Rhône-Alpes.
C'est une halte voyageurs de la Société nationale des chemins de fer français (SNCF) desservie par les cars TER Auvergne-Rhône-Alpes (ligne no 11).

## Situation ferroviaire
Établie à 722 mètres d'altitude, la gare de Noirétable est située au point kilométrique (PK) 68,002 de la ligne de Clermont-Ferrand à Saint-Just-sur-Loire, entre les gares ouvertes de Thiers (s'intercale les gares fermées de : La Monnerie-Saint-Rémy, Celles-sur-Durolle et Chabreloche) et de Boën (s'intercale les gares fermées de : Saint-Julien-la-Vêtre, Saint-Thurin, L'Hôpital-sous-Rochefort et Sail-sous-Couzan).

## Fréquentation
De 2015 à 2023, selon les estimations de la SNCF, la fréquentation annuelle de la gare s'élève aux nombres indiqués dans le tableau ci-dessous.
| Année     | 2015  | 2016  | 2017  | 2018  | 2019  | 2020  | 2021  | 2022  |       |
| --------- | ----- | ----- | ----- | ----- | ----- | ----- | ----- | ----- | ----- |
| Voyageurs | 6 966 | 4 846 | 4 416 | 3 037 | 3 782 | 2 830 | 4 110 | 4 847 | 1 000 |

## Service des voyageurs

### Accueil
Arrêt Routier .

Installations de la gare
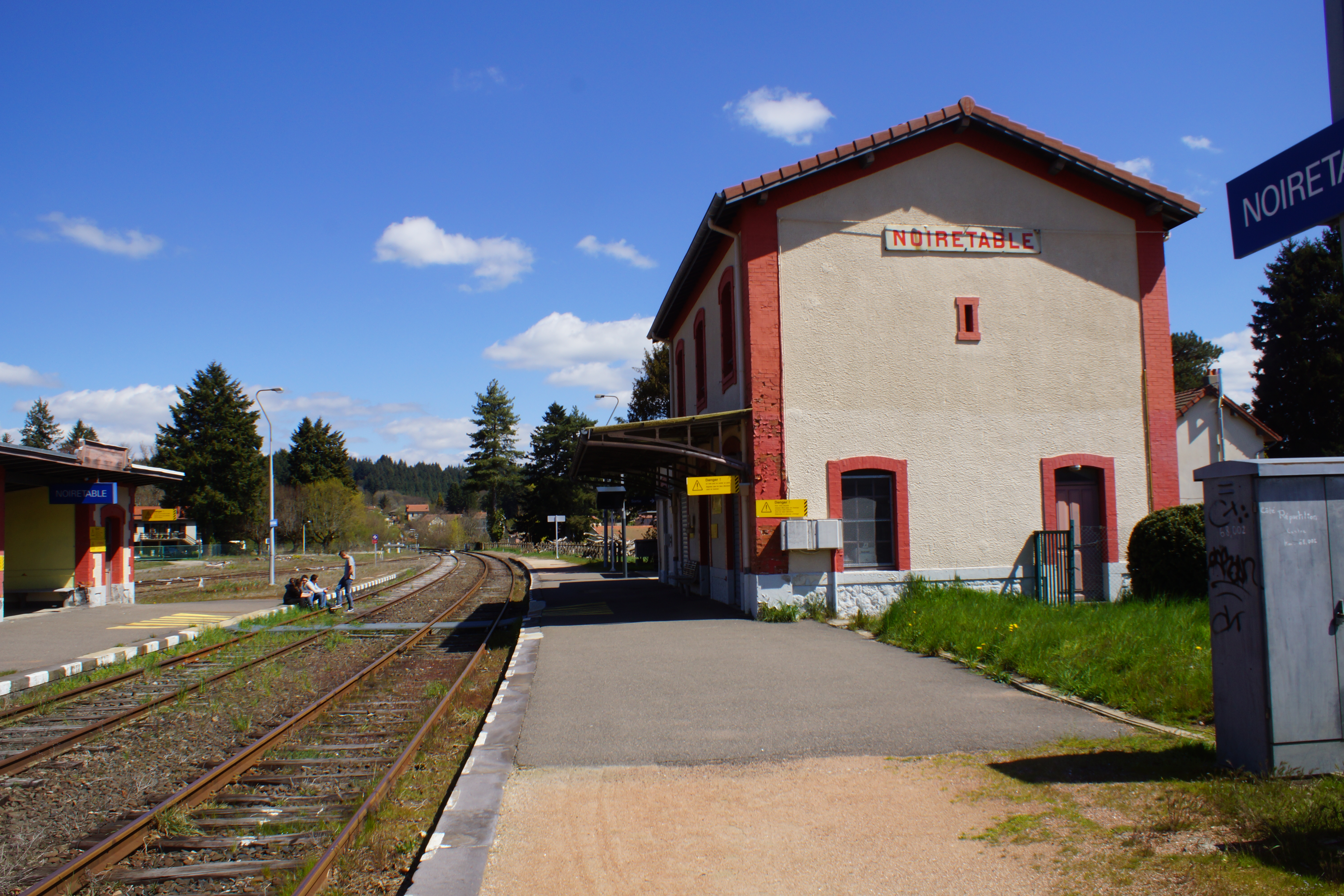
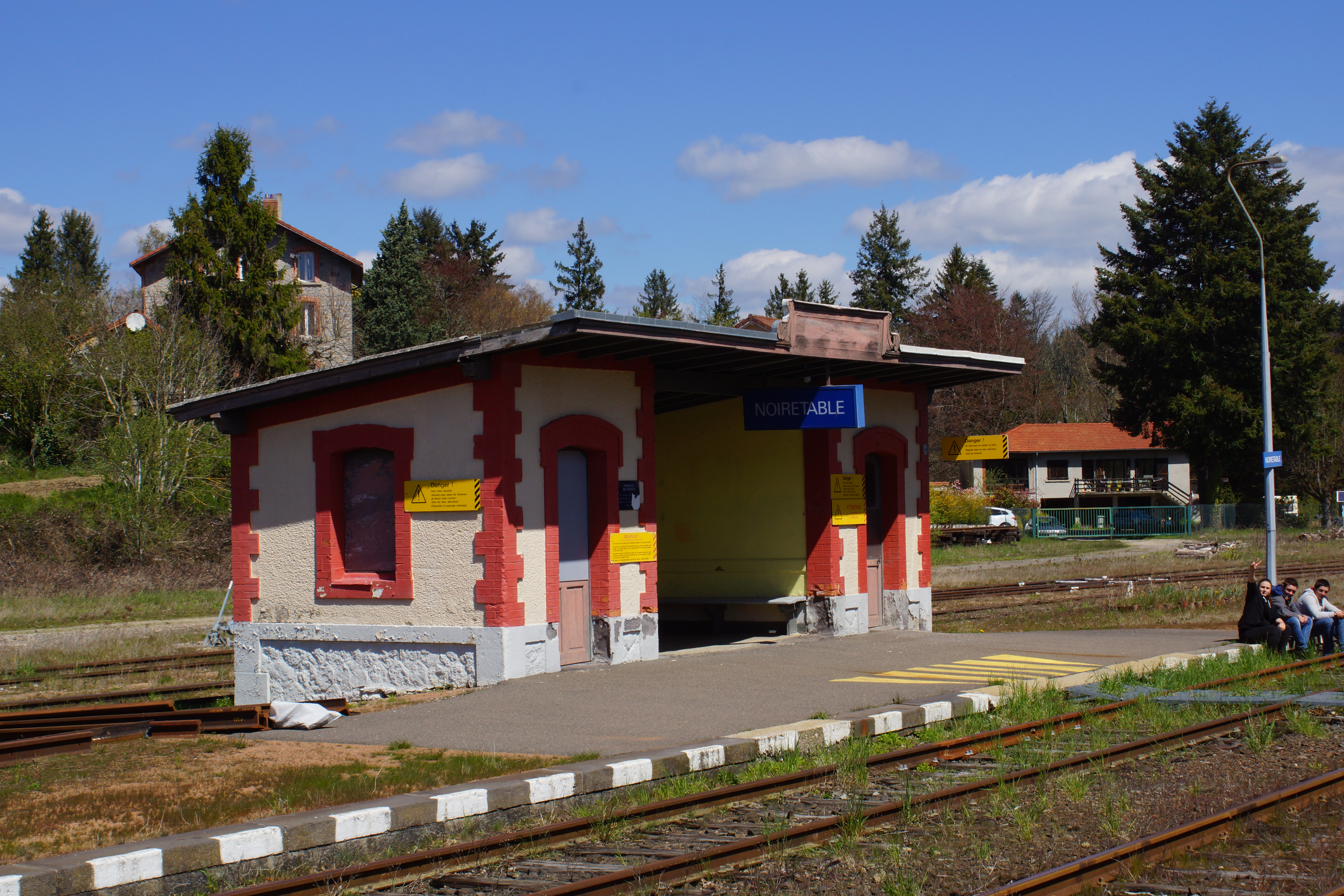
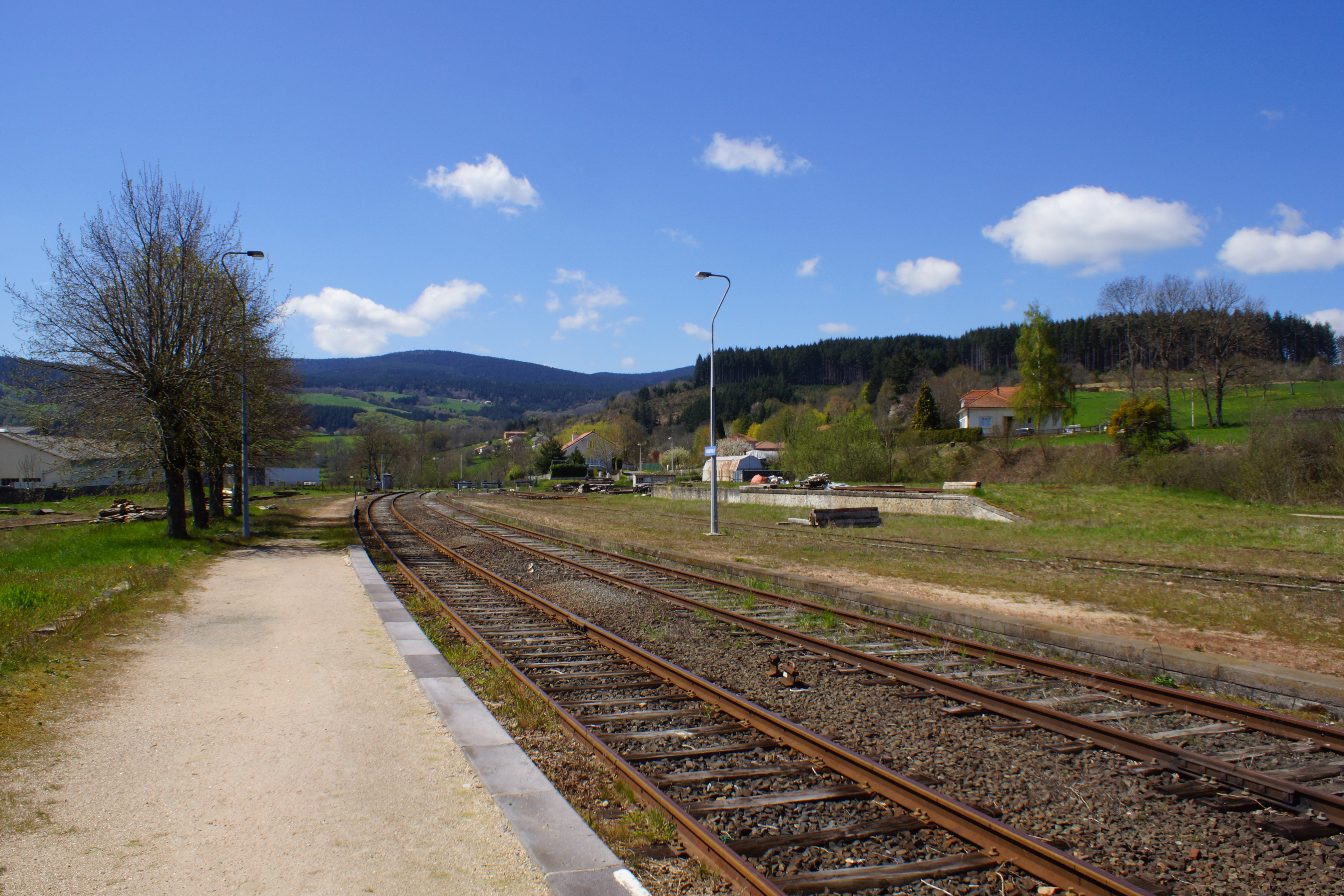

### Desserte
Elle était desservie par les trains TER Auvergne-Rhône-Alpes (ligne de Clermont-Ferrand à Saint-Étienne-Châteaucreux).

### Intermodalité
Un parking pour les véhicules et un parc pour les vélos y sont aménagés. Des taxis collectifs relient la gare de Noirétable à celle de Thiers en desservant des villages des monts du Livradois.